# Lakes of the North
Lakes of the North – jednostka osadnicza w Stanach Zjednoczonych, w stanie Michigan, w hrabstwie Antrim.